# You Rock My World
Singles de Michael Jackson
HIStory/Ghosts
(1997) Cry
(2001)
Pistes de Invincible
Heaven Can Wait
(5) Butterflies
(7)
You Rock My World est une chanson coécrite et interprétée par Michael Jackson. Ce fut le premier single extrait de l'album Invincible sorti en 2001.

## Production
La première ébauche de la chanson fut écrite par Michael Jackson, puis Rodney Jerkins (qui a produit la chanson), Fred Jerkins III, LeShawn Daniels et Nora Payne ont apporté leur contribution comme coauteurs.
La chanson commence par une introduction parlée comique entre Chris Tucker et Michael Jackson, les deux parlant de leur attirance pour une femme et débattant de la capacité de Michael à la séduire.
Michael Jackson et Rodney Jerkins jouèrent à eux deux tous les instruments de la bande son, qui fut enregistrée à Record One studios à Los Angeles en 2001.
Michael ne voulait pas sortir You Rock My World comme le premier single et vidéo-clip de l'album, lui préférant le titre Unbreakable, mais Sony Music eut le dernier mot. Finalement, Unbreakable ne sortit finalement jamais en single/vidéo-clip à la suite de la décision de Sony Music d'arrêter la promotion d'Invincible seulement trois mois après sa sortie.

## Clip vidéo

### Résumé
Michael Jackson et Chris Tucker repèrent une fille attirante (Kishaya Dudley) et la suivent dans un night-club. Il apparait vite qu'ils ne sont pas les bienvenus, car la jeune femme a déjà un prétendant (Michael Madsen). Pourtant, Michael Jackson est déterminé à aller à la rencontre de cette femme. Il lui fait la cour en lui chantant You Rock My World ainsi qu'en dansant. Il est ensuite défié au combat par un habitué (Billy Drago) du night-club. 
Lorsque Drago lui demande « Show me what you got », (« Montre moi ce dont t'es capable »), Michael, accompagné de danseurs, interprète une chorégraphie. Après cette séquence de danse, Drago se moque de Michael en lui disant : « Is that all you got? You ain't nothin' » (« C'est tout ce dont t'es capable ? Tu n'es rien »). En réponse de quoi, il reçoit un coup de poing, et s'effondre, provoquant un incendie. Quand Michael Jackson fuit l'immeuble et rejoint la jeune femme, ils partagent tous les deux un bref baiser, avant de grimper à bord de la voiture de Chris Tucker.

### Autour du clip
Le scénario est signé de Michael Jackson et Paul Hunter. Le clip fut diffusé pour la première fois le 21 septembre 2001[Où ?] et le 26 septembre aux États-Unis en raison des attentats du 11 septembre.
L'établissement de nuit dans lequel se déroule l'histoire se nomme le « Waterfront Hotel », avec comme propriétaire Marlon Brando. Il fait référence à Sur les quais (On the Waterfront), un film de 1954 dans lequel jouait Marlon Brando. De plus, le clip s'inspire du film musical Blanches colombes et vilains messieurs (1955), dans lequel jouait également Marlon Brando. Le clip contient des clins d’œil à la chorégraphie de Dangerous et au clip de Smooth Criminal.
Frank Tyson, un homme de confiance de Michael Jackson, fait une apparition éclair. De plus, parmi les caïds avec Billy Drago, on peut apercevoir lors de brefs instants le catcheur Alvin Burke Jr.
Il existe une version court métrage et une version clip de You Rock My World, la seconde étant plus courte afin d'être adaptée à la diffusion sur les chaînes de clips musicaux.

## Crédits
- Écrit et composé par Michael Jackson, Nora Payne, Rodney Jerkins, Lashawn Daniels et Fred Jerkins
- Intro par : Michael Jackson et Chris Tucker
- Orchestré par Jeremy Lubbock
- Instruments : Michael Jackson et Rodney Jerkins
- Mixé par : Rodney Jerkins et Stuart Brawley
- Édité par Dexter Simmons

## Interprétation
You Rock My World fut la seule chanson d'Invincible interprétée sur scène lors des deux concerts Michael Jackson - 30th Anniversary Celebration au Madison Square Garden de New York les 7 et 10 septembre 2001.

## Réception
La chanson connut un beau succès en Europe, atteignant le Top 10 des ventes de singles dans plusieurs pays, notamment en France où elle se classa à la 1re place. Aux États-Unis, elle atteignit la 10e place du Billboard Hot 100, un exploit en sachant que le titre ne bénéficia que d'une promotion radio à cause du refus de Sony Music de le sortir en single dans ce pays.

## Classements et certifications

### Classements hebdomadaires
| Classement (2001)                             | Meilleure position |
| --------------------------------------------- | ------------------ |
| Allemagne (Media Control AG)                  | 6                  |
| Australie (ARIA)                              | 4                  |
| Autriche (Ö3 Austria Top 40)                  | 9                  |
| Belgique (Flandre Ultratop 50 Singles)        | 4                  |
| Belgique (Flandre VRT Top 30)                 | 3                  |
| Belgique (Wallonie Ultratop 50 Singles)       | 2                  |
| Canada (Hot Canadian Digital Singles)         | 2                  |
| Danemark (Tracklisten)                        | 2                  |
| Espagne (PROMUSICAE)                          | 1                  |
| États-Unis (Billboard Hot 100)                | 10                 |
| États-Unis (Hot R&B/Hip-Hop Singles & Tracks) | 13                 |
| États-Unis (Rhythmic Top 40)                  | 17                 |
| États-Unis (Top 40 Mainstream)                | 16                 |
| États-Unis (Top 40 Tracks)                    | 13                 |
| Europe (Eurochart Hot 100)                    | 2                  |
| Finlande (Suomen virallinen lista)            | 2                  |
| France (SNEP)                                 | 1                  |
| Irlande (IRMA)                                | 4                  |
| Italie (FIMI)                                 | 3                  |
| Norvège (VG-lista)                            | 2                  |
| Nouvelle-Zélande (RMNZ)                       | 13                 |
| Pays-Bas (Nederlandse Top 40)                 | 3                  |
| Pays-Bas (Single Top 100)                     | 2                  |
| Pologne (Classements Singles)                 | 40                 |
| Roumanie (Romanian Top 100)                   | 1                  |
| Royaume-Uni (UK Singles Chart)                | 2                  |
| Royaume-Uni (UK R&B Chart)                    | 1                  |
| Suède (Sverigetopplistan)                     | 5                  |
| Suisse (Schweizer Hitparade)                  | 5                  |

| Classement (2009)                          | Meilleure position |
| ------------------------------------------ | ------------------ |
| Australie (ARIA)                           | 50                 |
| Belgique (Flandre Back Catalogue Singles)  | 19                 |
| Belgique (Wallonie Back Catalogue Singles) | 13                 |
| États-Unis (Hot Digital Songs)             | 62                 |
| Pays-Bas (Single Top 100)                  | 72                 |
| Royaume-Uni (UK Singles Chart)             | 60                 |
| Suisse (Schweizer Hitparade)               | 46                 |

| Classement (2001)               | Position |
| ------------------------------- | -------- |
| Belgique (Flandre Ultratop 50)  | 84       |
| Belgique (Wallonie Ultratop 40) | 29       |
| France (SNEP)                   | 18       |
| Italie (FIMI)                   | 44       |
| Pays-Bas (Nederlandse Top 40)   | 96       |
| Pays-Bas (Single Top 100)       | 64       |
| Roumanie (Romanian Top 100)     | 16       |
| Royaume-Uni (UK Singles Chart)  | 57       |
| Suisse (Schweizer Hitparade)    | 49       |

| Pays              | Certification | Ventes  |
| ----------------- | ------------- | ------- |
| Australie (ARIA)  | Or            | 35 000  |
| France (SNEP)     | Or            | 250 000 |
| Norvège (IFPI)    | Or            | 5 000   |
| Royaume-Uni (BPI) | Argent        | 200 000 |

## Single

### Version européenne et australienne

#### Single classique
1. Intro – 0:32
2. Album version — 5:07
3. Radio edit —  4:25

#### Maxi CD Single
1. Intro/You Rock My World — 5:39
2. Radio edit —  4:25
3. Instrumental — 5:06
4. A cappella — 4:47

## SingleYou Rock My World

### Audio (CD)
1. You Rock My World - 5:07

### Vidéoclips (DVD)
1. You Rock My World (Official Video - Short Version) – 5:45
2. You Rock My World (Official Video - Long Version) – 13:33

## Récompenses
- NAACP Image Awards 2001 pour le « Meilleur Clip Musical »
- Nomination aux Grammy Awards 2002 dans la catégorie « Meilleure Performance Pop Vocale pour un artiste masculin »

## Reprises
- Jay-Z - You Rock My World (feat. Michael Jackson)
- DJ Berna Jam - You Rock My World Berna Jam Salsa Remix